# Glutinleim
Glutinleim ist ein in Wasser löslicher natürlicher Klebstoff, der aus tierischen Abfällen (leimgebende Körper) durch Auskochen gewonnen wird. Dabei entsteht eine Gallerte, die als Leim bezeichnet wird. Der Hauptbestandteil Glutin ist ein ähnliches Stoffgemisch wie Gelatine.
Nach dem Ausgangsmaterial zur Herstellung unterscheidet man Glutinleime als Knochenleim, Hautleim (Lederleim), Hasenleim, Fischleim und Hausenblasenleim.
Besonders gereinigter Glutinleim ist unter dem Sammelbegriff Gelatine bekannt und findet bei der Ver- und Bearbeitung von Lebensmitteln Verwendung sowie in der Pharmazie, als Zusatz zu Getränken, zur Klärung von Wein und in vielen technischen Anwendungen.
Glutinleim ist nicht mit Leim zu verwechseln, der aus Knorpeln hergestellt wird. Obwohl dieser äußerlich kaum von Glutinleim zu unterscheiden ist, handelt es sich hierbei um Leim auf Basis von Chondrin, einem chemisch verschiedenen Stoff, der eine geringere Klebkraft als Glutin aufweist. Der aus Knorpeln hergestellte Stoff wird als Nahrungsergänzung oder Arzneimittel zur Vorbeugung oder Besserung bei Arthrosen verwendet.

## Verwendung der einzelnen Leimarten

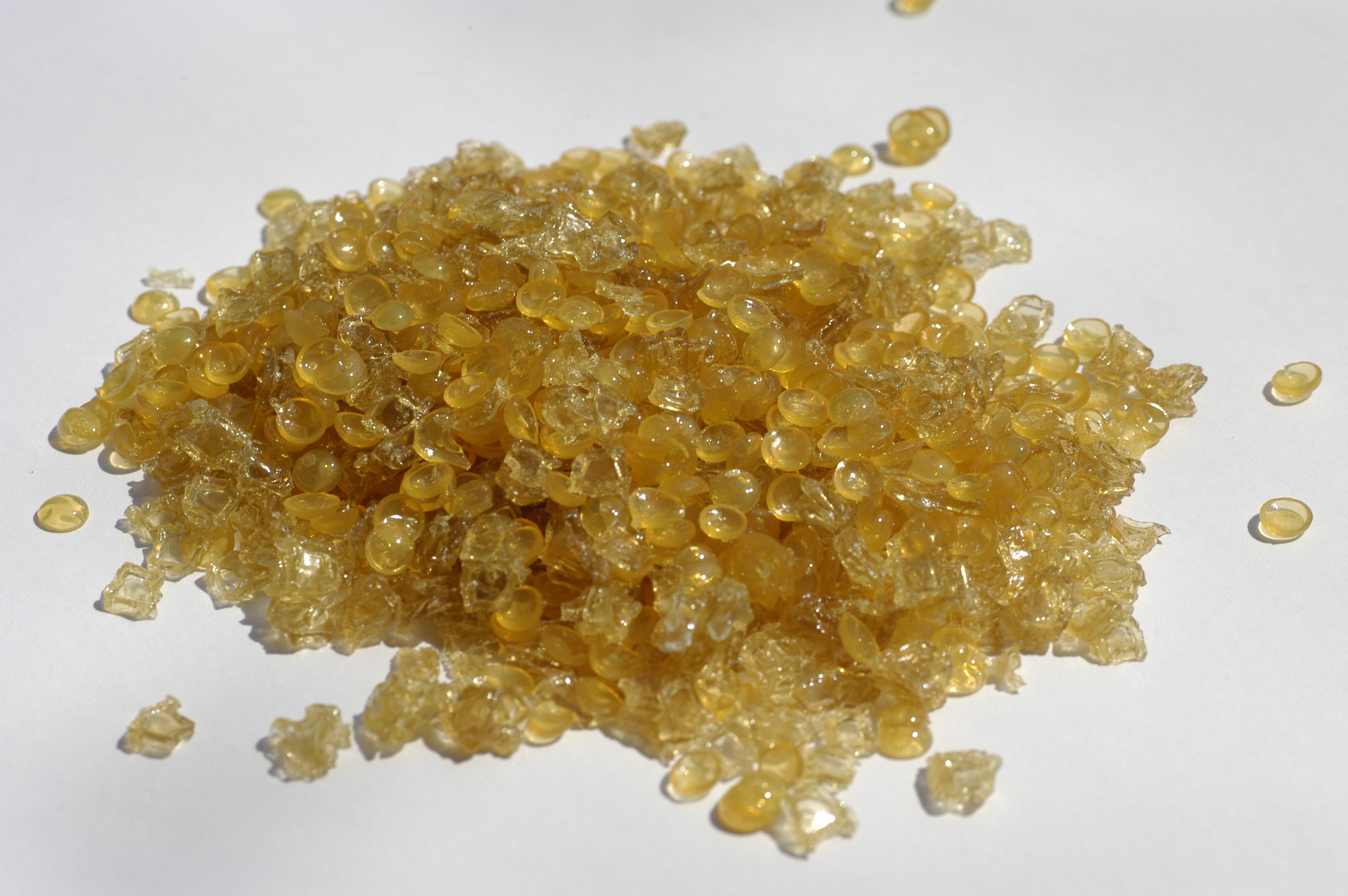
Knochenleim, Granulat

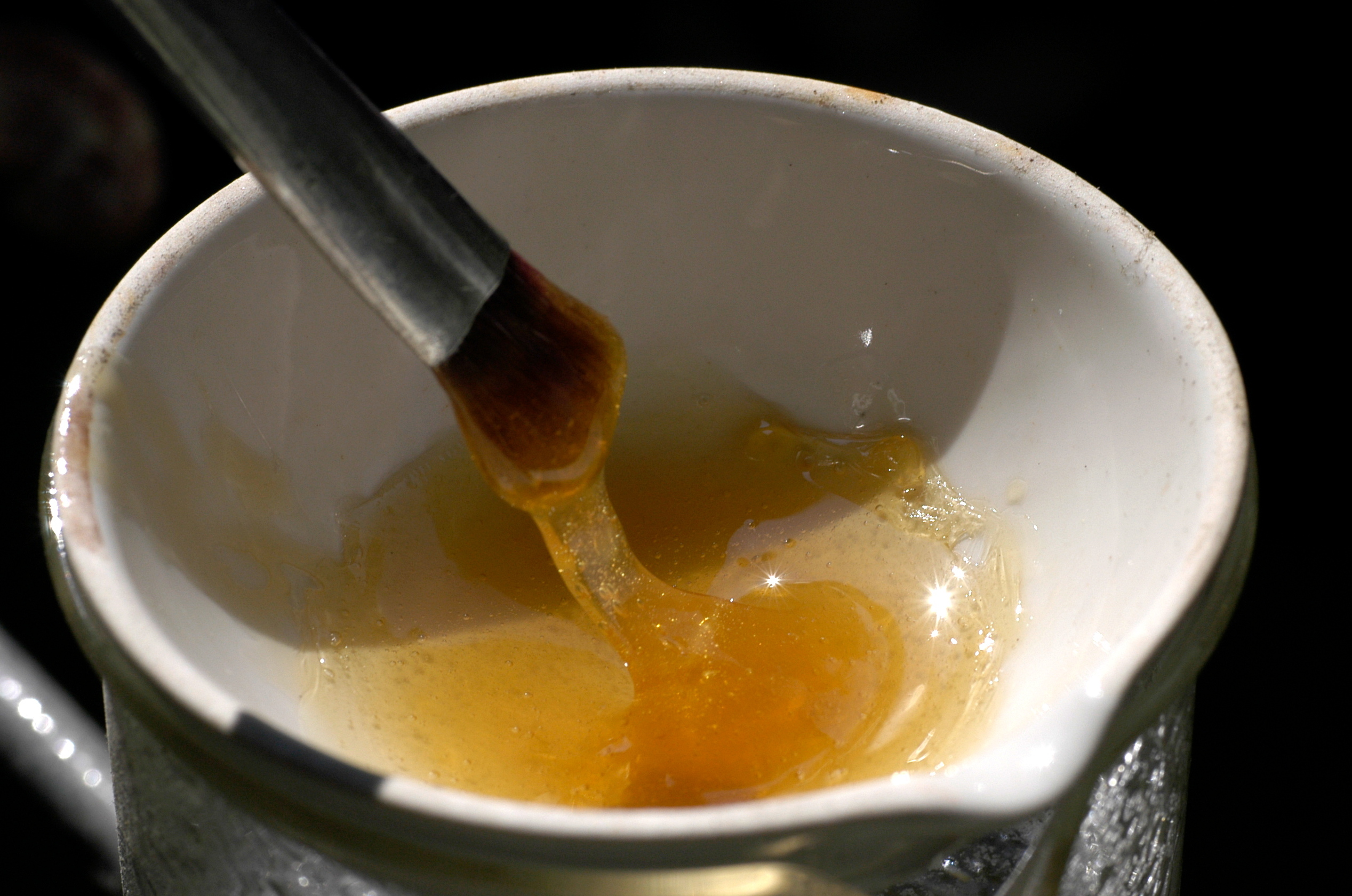
Flüssiger Knochenleim

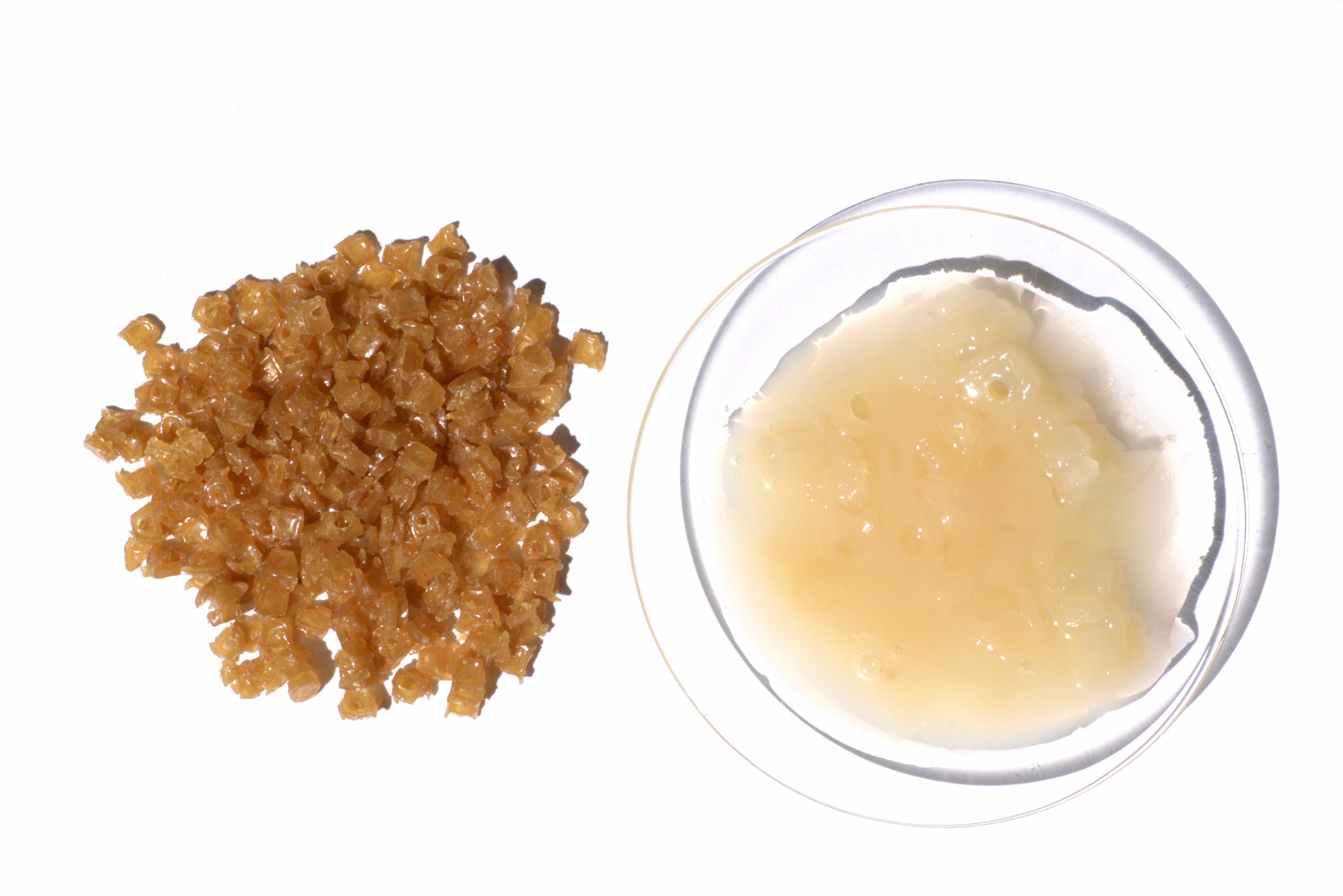
Hasenleim, links in Perlen, rechts in Wasser teilweise gelöst.

Bis zum Anfang des 20. Jahrhunderts war Glutinleim der verbreitetste Klebstoff für Holz, Papier, Leder und viele weitere Materialien. Durch die Entwicklung synthetischer Produkte, deren Verarbeitung wesentlich einfacher ist, verlor er vor allem ab den 1950er Jahren zunehmend an Bedeutung. Im Bereich von Restaurierungen und traditionellem Kunsthandwerk blieb er jedoch weiterhin im Gebrauch und hat in den letzten Jahren sogar wieder an Bedeutung gewonnen.

### Knochenleim
Knochenleim wird vorwiegend als Holzleim eingesetzt. Er trocknet glashart und die Leimfuge hat in der Regel eine größere Festigkeit als die zu verleimenden Teile. Im Musikinstrumentenbau wird Knochenleim bis heute bevorzugt verwendet, weil die Leimung jederzeit problemlos wieder geöffnet werden kann (Reversibilität). Knochenleim überträgt Schallwellen durch seine große Härte besser über die Leimfugen der bei Musikinstrumenten verwendeten Hölzer.
Auch bei der Herstellung von Eisblumenglas wird Knochenleim aufgrund seiner hohen Haftfähigkeit und Sprödheit verwendet, beim Trocknen reißt dieser charakteristisch geformte Glasschollen von der mattierten Glasoberfläche ab und lässt dadurch eine seit Jahrhunderten genutzte Dekorglasform entstehen.
Knochenleim wird auch als Teil des Inhibitor-Systems bei der Raffination von Kupfer verwendet, um die Dichte des kathodisch abgeschiedenen Kupfers zu optimieren und eine glatte Oberfläche zu erhalten.

### Hautleim
Hautleim und Hasenleim haben eine hellere Farbe als Knochenleim und die Leimfuge ist elastischer. In der Streichholzherstellung wird ausschließlich Hautleim hoher Qualität als Bindemittel und Brennstoff für Zündköpfe eingesetzt. Haut- und Hasenleim werden in der Papierverarbeitung, insbesondere beim handwerklichen Buchbinden und der Restaurierung alter Bücher verwendet. Hautleim, meist mit Zucker versetzt, war lange Zeit als Gummierung von z. B. Briefmarken im Einsatz. Der getrocknete Hautleim ermöglichte mit Speichel benetzt das Aufkleben der Marken (Mundleim). Die Elastizität macht Haut- und Hasenleim für das Grundieren flexibler Malgründe (z. B. Leinwand) ebenso wie bei der Vergoldung für Kreidegründe, Poliment und Drückmassen geeignet. Stark verdünnter Hautleim dient im Musikinstrumentenbau als Grundierung für auf Holz aufzutragende Lacke. Beim Bau eines Kompositbogens wurde in vielen Teilen der Welt Hautleim verwendet, um auf der dem Schützen abgewandten Seite des Bogens den so genannten Sehnenbelag aufzubringen.

### Fischleim
Fischleim wird aus Haut und Gräten von Fischen hergestellt und kann ebenso als Bindemittel für verschiedene Farben dienen.
Da Fischproteine auch bei niedriger Temperatur nicht fest werden, ist dieser Leim bis ca. 4 °C flüssig und gut zu verarbeiten. Daher ist kein Erwärmen für die Verarbeitung notwendig. Dieser Leim wird aufgrund seiner Reversibilität und kalten Verarbeitbarkeit zur Restaurierung von Möbeln und anderem Kulturgut verwendet.
Für besonders anspruchsvolle Arbeiten wird Hausenblasenleim eingesetzt, ein spezieller Fischleim aus der Hausenblase (der Schwimmblase des Beluga-Störs). Seine Klebkraft ist besonders hoch. Er dient auch bei Glanzvergoldungen hinter Glas als Haftvermittler.

### Weitere Verwendung
Glutinleim verzögert das Abbinden von Gips, was eine längere Verarbeitungszeit ermöglicht. Diese Eigenschaft sowie eine erhöhte Festigkeit des abgebundenen Gipses macht man sich bei Stuckarbeiten zunutze.
Borstenpinsel, mit Leim durchtränkt und dann getrocknet, können mit Schleifpapier in eine gewünschte Form geschliffen werden. Zum Gebrauch lässt sich der Leim mit heißem Wasser lösen und auswaschen. Die Farbe des Leims hat nach Erfahrung der Anwender keinen Einfluss auf die Klebkraft. Generell werden helle Leime (wohl auch aus ästhetischen Gründen) den dunkleren Sorten gegenüber bevorzugt.

## Herstellung der Leime
Knochenleim wird aus den Knochen unterschiedlichster Tiere gewonnen. Dabei überwiegen die Knochen von Nutztieren, wie z. B. Schweinen, Rindern, Schafen und Pferden.
Für Hautleim werden Häute unterschiedlicher Tiere, für Hasenleim vorrangig Häute von Hasen, Kaninchen und verwandten Kleintieren verwendet.
Fischleim wird aus Fischabfällen hergestellt, Hausenblasenleim aus den Schwimmblasen von Hausen. Hausenblasenleim ist aufgrund der limitierten Fangquoten für diese Tiere sehr teuer.
Das Rohmaterial wird entfettet und entmineralisiert. Durch anhaltendes Kochen werden die im Rohmaterial vorhandenen Kollagene gelöst und gehen unter Wasseraufnahme in Glutin über. Die Ausbeute ist relativ gering. Der Rohleim wird eingedampft und getrocknet. In den Handel gelangt der Leim in Form von Platten, Blättern, Perlen oder als grobkörniges Pulver. Der in Platten gegossene Tafelleim wird heute kaum noch verwendet, da er vor Gebrauch relativ lange eingeweicht werden muss, während sich Perlen oder Flocken leichter auflösen lassen.

## Verarbeitung
Der trockene Leim wird mit etwa der gleichen Menge Wasser übergossen. Er nimmt das Wasser binnen einiger Stunden auf und quillt. Der gequollene Leim wird dann im Wasserbad auf eine Temperatur von 50–65 °C gebracht und ggf. durch Zufügen von Wasser auf seine gewünschte Viskosität eingestellt. Angestrebt wird eine Viskosität, die der von Sirup oder dünnflüssigem Honig entspricht. Abgekühlter Leim kann wieder erwärmt und später erneut verwendet werden. Kühl und trocken aufbewahrt ist trockener Leim nahezu unbegrenzt haltbar und verwendbar.
Abgekühlte Leimreste sollten kühl aufbewahrt (z. B. im Kühlschrank), aber nicht gefroren werden. Das Schimmeln und andere Zersetzung kann so hinausgezögert werden. Auch ein geringer Zusatz von Ascorbinsäure oder Salizylsäure, ein paar Tropfen Nelkenöl oder Spik-Lavendelöl wirken konservierend. Ein Zusatz von Kaliumdichromat macht Glutinleim nach längerer Lichteinwirkung wasserfest. Zugabe von Formaldehyd oder anderen gerbend wirkenden Stoffen wie 10 % Alaun auf das Trockengewicht bezogen macht Knochenleim nach der Aushärtung wasserfest. Zusätze von mehrwertigen Alkoholen, Zuckern und Glycerin modifizieren die Elastizität. Ein Zusatz von 5 % konzentrierter Essigsäure macht den Leim auch bei niedrigerer Temperatur länger verarbeitbar.
Temperaturen von über 65 °C zerstören den Leim durch Zersetzung des Glutins. Zu niedrige Verarbeitungstemperaturen setzen die Leimkraft durch Verlust der Haftfähigkeit herab.
Geräte und Geräteteile aus Eisen und Buntmetallen können Leim verfärben und negativen Einfluss auf die Klebkraft haben. Gefäße sollten deshalb aus Glas, Porzellan oder Edelstahl bestehen. Leimpinsel sollen Zwingen aus Edelstahl oder Aluminium haben oder metallfrei gebunden sein.
Zur Erhitzung des Leims im Wasserbad wurden früher meist zweiteilige Töpfe verwendet, der äußere bestand dabei meist aus Eisen und wurde mit Wasser gefüllt, den Inneren mit dem Leim hängte man hinein. Diese Leimtöpfe wurden auf einem Ofen erhitzt, der mit Holzabfällen befeuert auch zum Erwärmen der zu verleimenden Teile und zur Beheizung der Werkstatt diente. Heute sind spezielle Leimtöpfe mit elektrischer Heizung erhältlich, die an die Steckdose angeschlossen werden.
Bei allen Verleimungen ist auf guten Formschluss der zu verleimenden Werkstücke zu achten. Eine Pressung ist erfahrungsgemäß nur über ca. 30 Minuten erforderlich. Danach sollten die Leimfugen nicht vor Ablauf von 24 Stunden stärker beansprucht werden.

## Knochenleimherstellung nach Seltsam’schen Verfahren
Die Herstellung des sogenannten „Forchheimer Leim's“ in der Firma „Seltsam“ in Forchheim (nach dem patentierten Verfahren von Friedrich Seltsam).
Nachdem die Knochen mit Benzin entfettet und poliert wurden, kommen sie in mit Wasser gefüllte, hohe Behälter. Dort wird von unten stundenlang SO₂ eingeleitet. Über Transportbänder gelangen sie dann in senkrecht stehende Autoklaven. In diesen wird mit überhitztem Dampf der Leim diskontinuierlich stufenweise herausgelöst. Mit Dampf wird die Lösung in große Behälter gedrückt, wo sich große und kleine Splitter absetzen. Die Lösung mit 12 bis 13 Prozent Leim fließt in Vakuumverdampfer, um sie je nach Qualität auf 35 bis 45 Prozent einzudicken. Auf einer sich drehenden und mit Sole gekühlten Stahltrommel wird der Leim durch eine Vielzahl von Öffnungen gedrückt, wobei endlose Bänder entstehen, die dann durch einen langen Luftkanal vorgetrocknet werden, um am Ende von einem rotierenden Messer in Plättchen geschnitten zu werden. Ein Gebläse transportiert die noch gallertigen Plättchen 7 × 7 mm auf Darren. Dort durchströmt sie von unten warme Luft, bis ein Endwassergehalt von 12 bis 13 Prozent zum Versand erreicht ist.

## Warmleim oder Heißleim?
Die Bezeichnung Heißleim ist für Glutinleim irreführend und kommt dabei von der Verarbeitung durch das Erhitzen in einem Wasserbad. Als Heißleime oder treffender Heißkleber werden synthetische Klebstoffe auf Kunststoffbasis (Thermoplaste, Schmelzklebstoffe) mit einem Schmelzpunkt zwischen 80 und 200 °C bezeichnet. Als Kaltleim wird ein weißfarbiger Dispersionsleim Weißleim auf Basis von Polyvinylacetat mit Wasser als Lösungsmittel bezeichnet.

## Vor- und Nachteile von Glutinleimen
Die Klebkraft von Glutinleimen ist außerordentlich hoch. Die Leimung ist reversibel, d. h. unter Zuführung von Wärme und Feuchtigkeit kann diese wieder geöffnet werden, ohne dass Schäden an den Werkstücken entstehen. Gealterte Verleimungen können meist sehr schnell durch Benetzung mit Alkohol gelöst werden, dieser versprödet die Verleimung und führt zur Lösung. Dies ist beim Bau und der Restaurierung von Musikinstrumenten wichtig. Gleiches gilt für die Restaurierung von Möbeln oder anderen historischen Holzobjekten, wo Reversibilität ebenfalls gefordert wird, um die Verbindung für weitere Restaurierungen wieder zu lösen, darüber hinaus ist Glutinleim auch das meist auch ursprünglich verwendete und daher passende Material. Verdünnter Glutinleim kann auch zum Tränken und damit Stabilisieren von Holzteilen verwendet werden, die durch Holzwurmbefall brüchig geworden sind.
Nachteilig ist die kurze Verarbeitungszeit der Warmleime außerhalb des Wasserbades. Auf die zu verleimenden Werkstücke aufgetragen kühlt der Leim sehr schnell ab, beginnt zu gelieren und es lässt sich keine haltbare Leimverbindung herstellen. Voraussetzung für einwandfreie Verleimungen ist deshalb zügiges Arbeiten und insbesondere eine gleichmäßige durchgängige Erwärmung der Werkstücke. In Schreinerwerkstätten gehörte bis Anfang des 20. Jahrhunderts in aller Regel ein großflächiger Leimofen zur Ausstattung; auf diesem wurden alle zu verleimenden Holzteile so stark erwärmt, dass bei der Verleimung ein Gelieren des Leims nicht vor der Verpressung der Werkstücke erfolgte. Auf diesen Öfen erhitzte Zinkplatten verflüssigten beim Furnieren großflächiger Möbelteile den zuvor aufgebrachten Glutinleim wieder und ermöglichten so einwandfreie Verleimungen. Die gleichmäßige Erwärmung von zu verleimenden Flächen gelingt heute am besten auf elektrisch beheizten Wärmplatten, weniger gleichmäßig durch Heißluftgebläse (oder Haarföhn).
Bei der Verleimung von Filz oder Leder auf Holz wie beispielsweise im Klavier- und Orgelbau ist die kurze Verarbeitungszeit und schnelle Abbindung jedoch von Vorteil für zügiges Arbeiten.
Fischleim kann auch kalt verarbeitet werden. Die offene Zeit ist mehrere Minuten lang, die Werkstücke sollten jedoch am besten 24 Stunden mit Zwingen zusammengepresst werden.
Glutinleime sind ursprünglich nicht wasser- und wetterfest und folglich vor allem für Anwendungen in Innenräumen geeignet. Durch die Beifügung von Kasein können Glutinleime jedoch auch wasserfest gemacht werden.
In feucht-warmer Umgebung kann Glutinleim schimmeln und wird dann auch von Schädlingen befallen und zersetzt.

## Geschichtliche Hinweise zur Leimherstellung und -verwendung
Hinweise auf die Verwendung von Leim existieren bereits im Alten Ägypten. Man fand dort nicht nur verleimte Möbelstücke, sondern auch Inschriften und erhaltene Leimreste. Auch haben sich Wandgemälde erhalten, die die Verwendung von Leim in Schreinerwerkstätten zeigen, so z. B. im Grab des Präfekten Rekhmara von Theben (ca. 1475 v. Chr.) oder im Grab des Nebanon und des Ipuki (Oberaufseher der Bildhauer Thebens).
Die Griechen nutzten bereits in der Frühzeit Leim. Es ist unklar, ob diese die Verfahren der Leimherstellung selbst entwickelt hatten oder von den Ägyptern übernommen haben. Bereits Homer erwähnt die Nutzung von Leim in seinen Dichtungen. Später schreibt der griechische Philosoph Theophrast (371–286 v. Chr.) in seiner Geschichte der Gewächse von der Holzverleimung. Natürlich zeugen auch die vielen Vasenbilder von der Kunstfertigkeit der griechischen Schreiner.
Die Römer nutzten die gleichen Arten von Leim wie die Griechen, dies war wohl auch eine Folge der römischen Eroberung Griechenlands. So spricht Plinius der Ältere in seiner Naturgeschichte von verschiedenen Leimarten und deren Herstellung.
Aus dem Mittelalter gibt es Werke, die von der Leimherstellung berichten, so zum Beispiel eine Handschrift des Benediktinermönchs Theophilus Presbyter aus dem 11./12. Jahrhundert mit dem Titel Abriss verschiedener Künste.
Die Herstellungsweisen des Leims verfeinerten sich im Laufe der Zeit (so z. B. die Erfindung des Leimtiegels im temperaturregulierenden Wasserbad oder die Verbesserung der Rezepte und Herstellungsverfahren (Friedrich Seltsam)) und werden bis in die Gegenwart genutzt.
Beim Buchbinden wurde bis weit in das 20. Jahrhundert hinein Glutinleim verwendet; seine Aufbewahrung in einem warmen Wasserbad führte zu einem charakteristischen Geruch in Buchbindereien. Inzwischen wurde dieser durch verschiedene schnell trocknende Leime (Kunststoff-Dispersionsleime) abgelöst.
Im Musikinstrumentenbau (Saiteninstrumenten-, Klavier- und Orgelbau) ist Glutinleim immer noch von großer Bedeutung, im Geigenbau wird bis heute nahezu ausschließlich Knochenleim verwendet. Im Bereich der Restaurierung wird Knochenleim ebenfalls heute (wieder) eingesetzt, da hier einerseits möglichst originale Materialien verwendet werden sollen, andererseits auch Reversibilität, d. h. die Möglichkeit eine Maßnahme notfalls wieder rückgängig machen zu können, wichtige Bedingung ist. Da sich Knochenleim unter Einwirkung von Wärme und ggf. auch Feuchtigkeit wieder lösen lasst, ist dies ohne Beschädigungen am Objekt möglich.

## Sprachliches
Dass die Herstellung von Leim eine langwierige Arbeit war, erkennt man an der Redensart „Er arbeitet wie ein Leimsieder“ für jemanden, der sich für seine Arbeit übermäßig viel Zeit nimmt. Im südlichen deutschen Sprachraum (Bayern, Südtirol und Österreich) bezeichnet die Schmähung Leimsieder (Loamsiada) einen langweiligen oder geistig langsamen Menschen.